# Danh sách trận chung kết Giải vô địch bóng đá thế giới
Giải vô địch bóng đá thế giới bắt đầu được tổ chức từ năm 1930, dành cho các đội tuyến bóng đá nam của các quốc gia thuộc Liên đoàn Bóng đá Thế giới (FIFA). Giải đấu này diễn ra bốn năm một lần, ngoại trừ hai năm 1942 và 1946, khoảng thời gian bị gián đoạn bởi Chiến tranh thế giới thứ hai. Trong giải vô địch mới nhất được tổ chức tại Qatar năm 2022, Argentina đã thắng 4–2 trong loạt sút luân lưu (3–3 sau hiệp phụ) trước Pháp.
Trận chung kết giải vô địch bóng đá thế giới là trận đấu cuối cùng, xác định đội tuyển đăng quang ngôi vô địch. Nếu 90 phút thi đấu chính thức kết thúc bằng một tỷ số hòa, hai đội sẽ thi đấu thêm hai hiệp phụ, mỗi hiệp kéo dài 15 phút. Khi kết quả sau hai hiệp phụ vẫn là một tỷ số hòa, trận đấu được phân định bằng loạt sút luân lưu 11 mét. Trong lịch sử, tất cả các Giải vô địch bóng đá thế giới đều được kết thúc bởi một trận chung kết, ngoại trừ năm 1950. Tại giải đấu này, các đội tuyển Uruguay, Brasil, Thụy Điển và Tây Ban Nha đứng đầu bốn bảng và tiếp tục thi đấu vòng tròn tính điểm. Chiến thắng 2–1 của Uruguay trước Brasil ở lượt trận cuối cùng đã giúp Uruguay giành ngôi vô địch. Liên đoàn Bóng đá Thế giới ghi nhận đây là trận chung kết của Giải vô địch bóng đá thế giới năm 1950.
Sau 22 Giải vô địch bóng đá thế giới được tổ chức, đã có 80 quốc gia từng tham dự vòng chung kết. Trong số này chỉ có 13 quốc gia được tham dự trận chung kết và 8 đội tuyển từng đứng lên bục đăng quang. Với 5 lần đoạt cúp, Brasil là đội tuyển giàu thành tích nhất. Tiếp sau Brasil là đội tuyển Đức và đội tuyển Ý cùng 4 lần vô địch. Đội tuyển Argentina có 3 lần đoạt cúp, Uruguay và Pháp từng 2 lần đoạt cúp, Anh và Tây Ban Nha đều từng 1 lần lên ngôi vô địch. Đội chiến thắng trận chung kết nhận Cúp FIFA World Cup.
Năm 1970 và 1994, cùng với 1986, 1990 và 2014 là các trận cho đến nay mà hai đội cùng gặp nhau (Brazil - Ý và Đức - Argentina). Kể từ năm 2022, trận chung kết năm 1934 vẫn là trận chung kết gần nhất diễn ra giữa hai đội chơi trận chung kết đầu tiên của họ. Trận chung kết của giải đấu gần đây nhất ở Qatar diễn ra tại khu liên hợp thể thao lớn nhất của đất nước, Sân vận động Lusail ở Lusail. Tính đến năm 2022, chỉ các quốc gia từ Châu Âu và Nam Mỹ đã tham dự vòng chung kết World Cup. Sáu quốc gia giành quyền vào chung kết với tư cách chủ nhà: Uruguay, Ý, Anh, Đức, Argentina và Pháp. Hai quốc gia đã thua trận chung kết với tư cách là chủ nhà: Brazil và Thụy Điển.

## Danh sách
- Cột "Năm" chỉ thời gian giải vô địch tổ chức, và có liên kết tới bài viết về giải này. Liên kết trên cột "Tỉ số trận chung kết" đưa đến bài viết về trận chung kết đó. Liên kết trên "Vô địch" và "Á quân" đến bài về đội tuyển quốc gia, chứ không liên kết đến quốc gia này.

| dagger | Trận đấu có thi đấu hiệp phụ. |
| ‡      | Trận đấu phải đá phạt đền.    |

| Năm               | Chủ nhà                  | Vô địch       | Tỷ số trận chung kết | Á quân      | Sân vận động                                    | Địa điểm                 | Khán giả | Chú thích     |
| ----------------- | ------------------------ | ------------- | -------------------- | ----------- | ----------------------------------------------- | ------------------------ | -------- | ------------- |
| 1930              | Uruguay                  | · Uruguay     | 4–2                  | · Argentina | Sân vận động Centenario                         | Montevideo, Uruguay      | 80.000   | [ 6 ] [ 7 ]   |
| 1934              | Ý                        | · Ý           | 2–1 ·                | · Tiệp Khắc | Sân vận động Nazionale PNF                      | Rome, Ý                  | 50.000   | [ 8 ] [ 9 ]   |
| 1938              | Pháp                     | · Ý           | 4–2                  | · Hungary   | Sân vận động Colombes                           | Paris, Pháp              | 45.000   | [ 10 ] [ 11 ] |
| 1950              | Brasil                   | · Uruguay     | 2–1                  | · Brasil    | Sân vận động Maracanã                           | Rio de Janeiro, Brasil   | 199.854  | [ 13 ] [ 14 ] |
| 1954              | Thụy Sĩ                  | · Tây Đức     | 3–2                  | · Hungary   | Sân vận động Wankdorf                           | Bern, Thụy Sĩ            | 60.000   | [ 15 ] [ 16 ] |
| 1958              | Thụy Điển                | · Brasil      | 5–2                  | · Thụy Điển | Sân vận động Råsunda                            | Solna, Thụy Điển         | 51.800   | [ 17 ] [ 18 ] |
| 1962              | Chile                    | · Brasil      | 3–1                  | · Tiệp Khắc | Sân vận động quốc gia                           | Santiago, Chile          | 69.000   | [ 19 ] [ 20 ] |
| 1966              | Anh                      | · Anh         | 4–2 ·                | · Tây Đức   | Sân vận động Wembley                            | London, Anh              | 93.000   | [ 21 ] [ 22 ] |
| 1970              | México                   | · Brasil      | 4–1                  | · Ý         | Sân vận động Azteca                             | Thành phố México, México | 107.412  | [ 23 ] [ 24 ] |
| 1974              | Tây Đức                  | · Tây Đức     | 2–1                  | · Hà Lan    | Sân vận động Olympic                            | München, Tây Đức         | 75.200   | [ 25 ] [ 26 ] |
| 1978              | Argentina                | · Argentina   | 3–1 ·                | · Hà Lan    | Sân vận động tượng đài Antonio Vespucio Liberti | Buenos Aires, Argentina  | 71.483   | [ 27 ] [ 28 ] |
| 1982              | Tây Ban Nha              | · Ý           | 3–1                  | · Tây Đức   | Sân vận động Santiago Bernabéu                  | Madrid, Tây Ban Nha      | 90.000   | [ 29 ] [ 30 ] |
| 1986              | México                   | · Argentina   | 3–2                  | · Tây Đức   | Sân vận động Azteca                             | Thành phố México, México | 114.600  | [ 31 ] [ 32 ] |
| 1990              | Ý                        | · Tây Đức     | 1–0                  | · Argentina | Sân vận động Olimpico                           | Rome, Ý                  | 73.603   | [ 33 ] [ 34 ] |
| 1994              | Hoa Kỳ                   | · Brasil      | 0–0 ‡                | · Ý         | Rose Bowl                                       | Pasadena, Hoa Kỳ         | 94.194   | [ 35 ] [ 36 ] |
| 1998              | Pháp                     | · Pháp        | 3–0                  | · Brasil    | Stade de France                                 | Saint-Denis, Pháp        | 80.000   | [ 37 ] [ 38 ] |
| 2002              | Hàn Quốc · Nhật Bản      | · Brasil      | 2–0                  | · Đức       | Sân vận động Quốc tế Yokohama                   | Yokohama, Nhật Bản       | 69.029   | [ 39 ] [ 40 ] |
| 2006              | Đức                      | · Ý           | 1–1 ‡                | · Pháp      | Sân vận động Olympic                            | Berlin, Đức              | 69.000   | [ 41 ] [ 42 ] |
| 2010              | Nam Phi                  | · Tây Ban Nha | 1–0 ·                | · Hà Lan    | Sân vận động Soccer City                        | Johannesburg, Nam Phi    | 84.490   | [ 43 ] [ 44 ] |
| 2014              | Brasil                   | · Đức         | 1–0 ·                | · Argentina | Sân vận động Maracanã                           | Rio de Janeiro, Brasil   | 74.738   | [ 45 ] [ 46 ] |
| 2018              | Nga                      | · Pháp        | 4–2                  | · Croatia   | Sân vận động Luzhniki                           | Moskva, Nga              | 78.011   | [ 47 ] [ 48 ] |
| 2022              | Qatar                    | · Argentina   | 3–3 ‡                | · Pháp      | Sân vận động Lusail Iconic                      | Lusail, Qatar            | 88.966   | [ 49 ]        |
| Chung kết sắp tới |                          |               |                      |             |                                                 |                          |          |               |
| Năm               | Chủ nhà                  | Vô địch       | Tỷ số trận chung kết | Á quân      | Sân vận động                                    | Địa điểm                 | Khán giả | Chú thích     |
| 2026              | México · Hoa Kỳ · Canada |               |                      |             |                                                 |                          |          |               |

## Thống kê

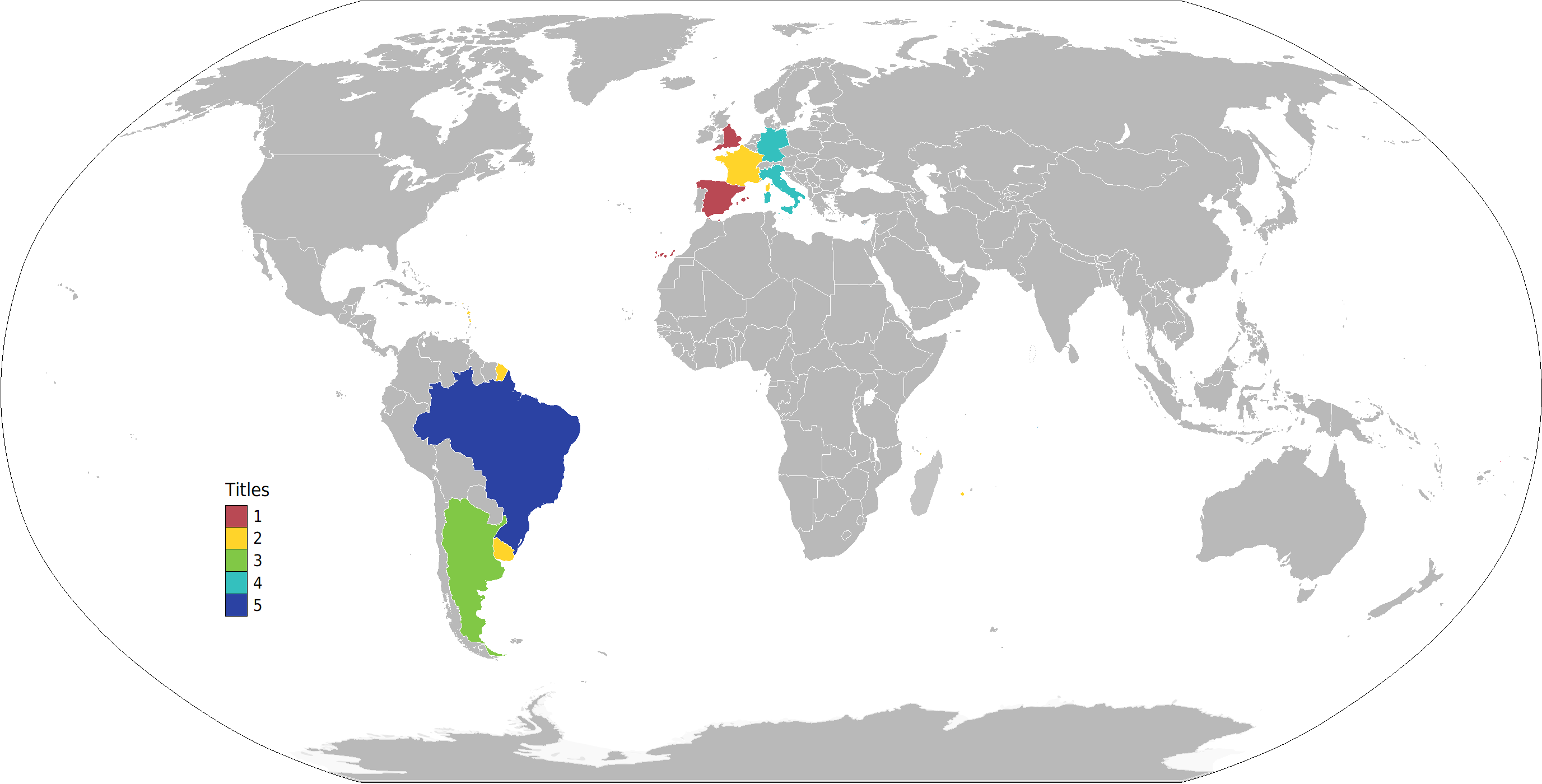
Bản đồ các quốc gia chiến thắng.

| Đội tuyển   | Số trận | Số lần vô địch | Số lần á quân | Năm vô địch                  | Năm á quân             |
| ----------- | ------- | -------------- | ------------- | ---------------------------- | ---------------------- |
| Brasil      | 7       | 5              | 2             | 1958, 1962, 1970, 1994, 2002 | 1950, 1998             |
| Đức         | 8       | 4              | 4             | 1954, 1974, 1990, 2014       | 1966, 1982, 1986, 2002 |
| Ý           | 6       | 4              | 2             | 1934, 1938, 1982, 2006       | 1970, 1994             |
| Argentina   | 6       | 3              | 3             | 1978, 1986, 2022             | 1930, 1990, 2014       |
| Pháp        | 4       | 2              | 2             | 1998, 2018                   | 2006, 2022             |
| Uruguay     | 2       | 2              | 0             | 1930, 1950                   | –                      |
| Anh         | 1       | 1              | 0             | 1966                         | –                      |
| Tây Ban Nha | 1       | 1              | 0             | 2010                         | –                      |
| Hà Lan      | 3       | 0              | 3             | –                            | 1974, 1978, 2010       |
| Tiệp Khắc   | 2       | 0              | 2             | –                            | 1934, 1962             |
| Hungary     | 2       | 0              | 2             | –                            | 1938, 1954             |
| Thụy Điển   | 1       | 0              | 1             | –                            | 1958                   |
| Croatia     | 1       | 0              | 1             | –                            | 2018                   |

| Liên đoàn | Số lần xuất hiện | Số lần vô địch | Số lần á quân |
| --------- | ---------------- | -------------- | ------------- |
| UEFA      | 29               | 12             | 17            |
| CONMEBOL  | 15               | 10             | 5             |

## Chú giải
1. ↑  Theo thống kê của FIFA, thành tích đội tuyển bóng đá Tây Đức được tiếp nối bởi đội tuyển bóng đá Đức. Điều này cũng tương tự với các trường hợp Tiệp Khắc/Cộng hòa Séc, Liên Xô/Nga, Nam Tư/Serbia và Montenegro/Serbia.[3]
2. ↑  Về mặt kĩ thuật, trận chung kết 1958 cũng diễn ra giữa hai đội lần đầu tiên, nhưng sự có mặt của Brazil trong cuộc thi đấu vòng tròn năm 1950 nhìn chung được tính là sự xuất hiện trong trận "chung kết" trứoc đó của đội.
3. ↑  Sau 90 phút thi đấu chính thức, hai đội hòa với tỷ số 1–1. Chung cuộc đội tuyển Ý thắng 2–1.[8][9]
4. ↑  Giải vô địch năm 1950 không có trận chung kết, top 4 chia thành 1 bảng thi đấu vòng tròn.
5. ↑  Giải vô địch năm 1950 không có trận chung kết. Tuy vậy trận Uruguay gặp Brasil là trận đấu cuối của vòng đấu chung kết và mang tính quyết định đội đăng quang ngôi vô địch.
6. ↑  Sau 90 phút thi đấu chính thức, hai đội hòa với tỷ số 2–2. Chung cuộc đội tuyển Anh thắng 4–2.[21][22]
7. ↑  Sau 90 phút thi đấu chính thức, hai đội hòa với tỷ số 1–1. Chung cuộc đội tuyển Argentina thắng 3–1.[27][28]
8. ↑  Sau 120 phút thi đấu, hai đội hòa với tỷ số 0–0. Đội tuyển Brasil chiến thắng 3–2 ở loạt đá luân lưu.
9. ↑  Sau 120 phút thi đấu, hai đội hòa với tỷ số 1–1. Đội tuyển Ý chiến thắng 5–3 ở loạt đá luân lưu.[41][42]
10. ↑  Sau 90 phút thi đấu chính thức, hai đội hòa với tỷ số 0–0. Chung cuộc đội tuyển Tây Ban Nha thắng 1–0.[43][44]
11. ↑  Sau 90 phút thi đấu chính thức, hai đội hòa với tỷ số 0–0. Chung cuộc đội tuyển Đức thắng 1–0.[45][46]
12. ↑  Sau 120 phút thi đấu, hai đội hòa với tỷ số 3–3. Đội tuyển Argentina chiến thắng 4–2 ở loạt đá luân lưu.